# Cmentarz parafialny w Brodnicy
Cmentarz parafialny w Brodnicy – cmentarz katolicki z pierwszej połowy XIX wieku, położony w Brodnicy przy ul. Sądowej 7. Sąsiaduje on z Kościołem Niepokalanego Poczęcia Najświętszej Maryi Panny, zwanym potocznie przez mieszkańców miasta „Klasztorkiem”.

## Historia
Cmentarz parafialny założono w 1805 roku na terenach należących do przyklasztornego ogrodu dawnego klasztoru oo. reformatów. W XX wieku dwukrotnie powiększano jego areał. Pierwszy raz za sprawą ks. Władysława Fischoedera (proboszcz w latach 1919–1924) po raz drugi dzięki staraniom ks. Józefa Bielickiego (proboszcz w latach 1924–1935).

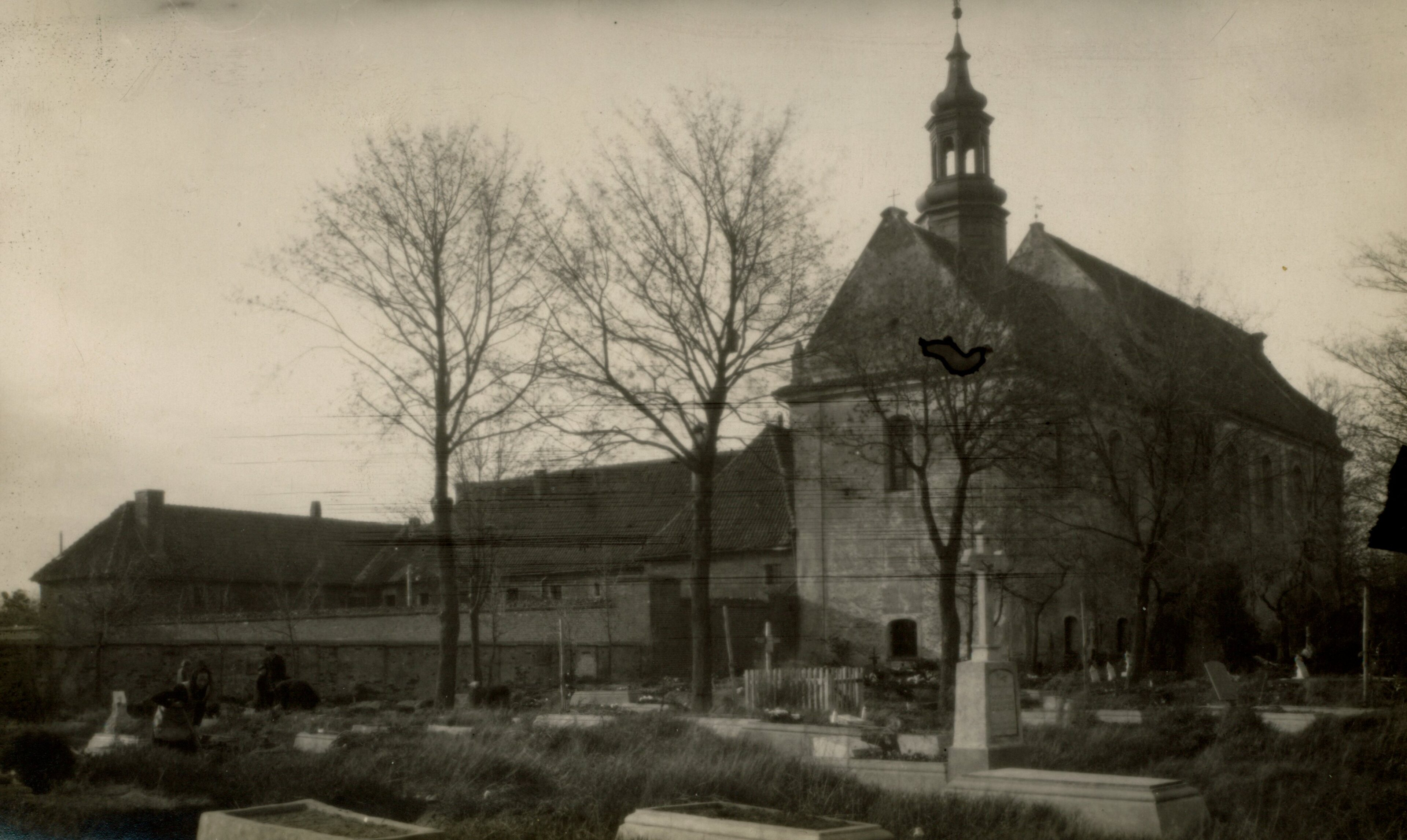
Widok cmentarza na początku XX wieku

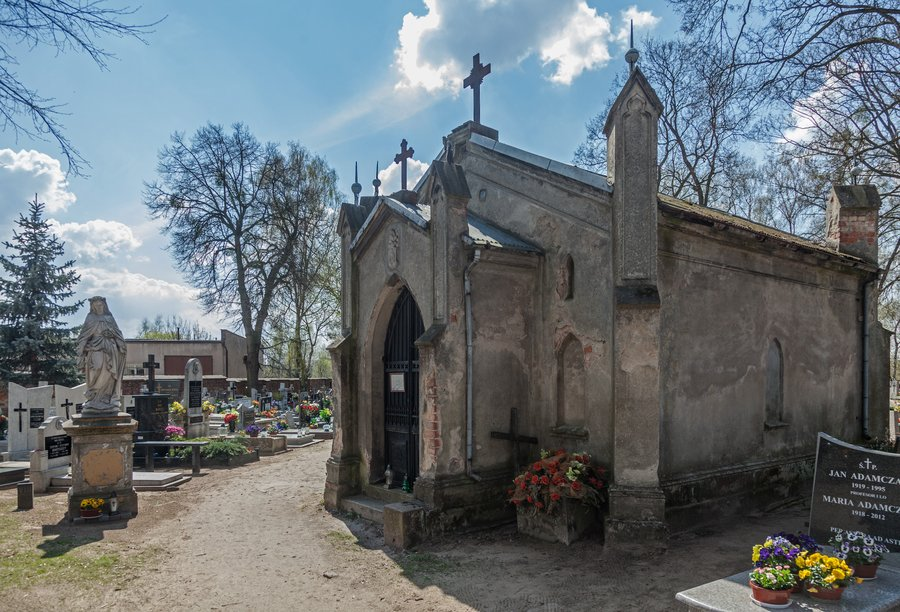
Kaplica grobowa rodziny Ossowskich herbu Dołęga z Najmowa

Obecnie jest to największa brodnicka nekropolia, na której nadal dokonuje się pochówków. Cmentarz podlega pod parafie św. Katarzyny w Brodnicy, która jest jego zarządcą. Na terenie nekropolii znajdują się dwie duże kaplice rodowe (Ossowskich i Petów) oraz wiele ciekawych architektonicznie i historycznie nagrobków (w jego starej części), jak płyta nagrobna Jana Nepomucena Wibickiego herbu Rogala naczelnika powiatu brodnickiego, zmarłego w 1852 roku, nagrobek z roku 1881 opatrzony herbami Ryszewskich i Bardzkich czy nagrobek z 1889 Wilhelma Hussa. Do ciekawych nagrobków z początku XX wieku zalicza się m.in. pomnik z 1903 roku z rzeźbą anioła na grobie Feliksa Gabryszewskiego czy nagrobek z Pietą na mogile rodziny Maciejewskich.
Niestety w latach 90. XX wieku podczas wycinki drzew zleconej przez parafię bezpowrotnie zniszczono wiele cennych nagrobków i rzeźb, które je zdobiły. Winnych ww. zniszczeń nigdy nie ukarano.

## Kwatera żołnierzy sowieckich
Na terenie cmentarza znajduje się także kwatera żołnierzy Armii Czerwonej z 1945 roku. W dniach 22-23 stycznia 1945 r. żołnierze 65 Armii pod dowództwem gen. Pawła Batowa oraz 1 Gwardyjskiego Korpusu Pancernego gen. Michaiła Panowa walczyli z oddziałami niemieckimi obsadzającymi umocnienia wzdłuż rzeki Drwęcy. W walkach o Brodnicę zginęło 109 żołnierzy sowieckich ww. jednostek pochowanych na opisywanej kwaterze.
- Rodzaj obiektu: Kwatera wojenna
- Liczba pochowanych: 109
- Liczba zidentyfikowanych: 0

## Pietà
W centrum najstarszej części cmentarza parafialnego na kamiennym postumencie stoi Pietà wykonana przez toruńskiego rzeźbiarza Ignacego Zelka. Została ona wykonana z okazji Roku Jubileuszowego 1934. Przedstawia ona trzy postacie: zdjętego z krzyża Jezusa Chrystusa, podtrzymywanego przez matkę oraz Marię Magdalenę.

## Pochowani
- Maria Dąbska - lekarka, patomorfolog, profesor medycyny
- Ludwik Grzemski - działacz społeczny, więzień Sachsenhausen (KL)
- Maksymilian Klinicki - oficer Wojska Polskiego, cichociemny
- Lesław Laskowski - poseł
- Wanda Truszczyńska - nauczyciel, więzień Ravensbrück (KL)
- Kazimierz Wojciechowski - drukarz, wydawca, redaktor, działacz narodowy